# Leptocera oldenbergi
Leptocera oldenbergi är en tvåvingeart som först beskrevs av Oswald Duda 1918.  Leptocera oldenbergi ingår i släktet Leptocera och familjen hoppflugor. Arten är reproducerande i Sverige. Inga underarter finns listade i Catalogue of Life.